# Söchau
Söchau osztrák község Stájerország Hartberg-fürstenfeldi járásában. 2017 januárjában 1419 lakosa volt.

## Elhelyezkedése

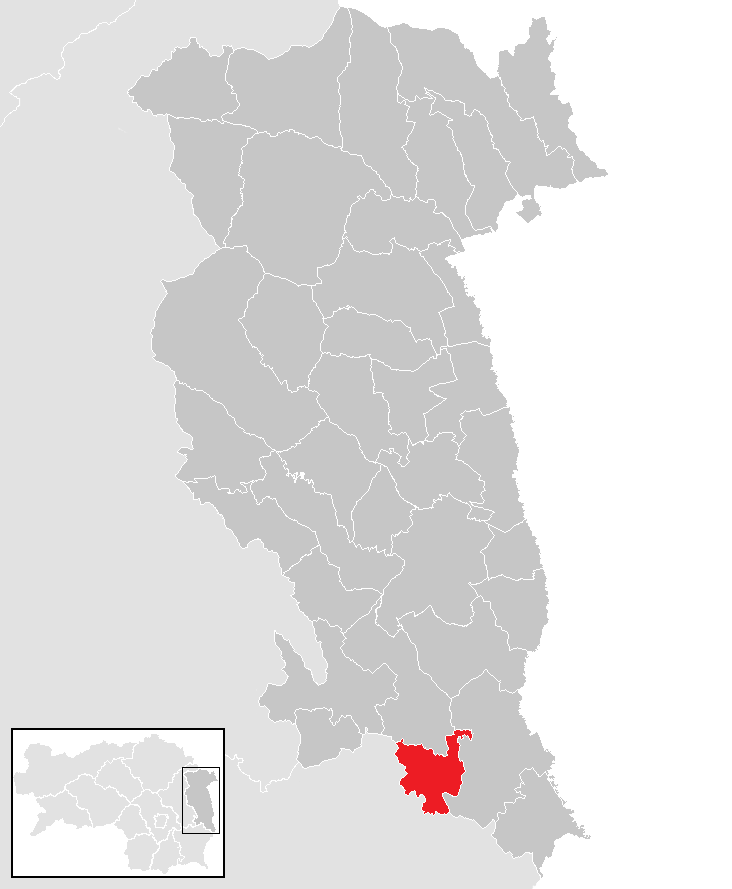
Söchau a Hartberg-fürstenfeldi járásban

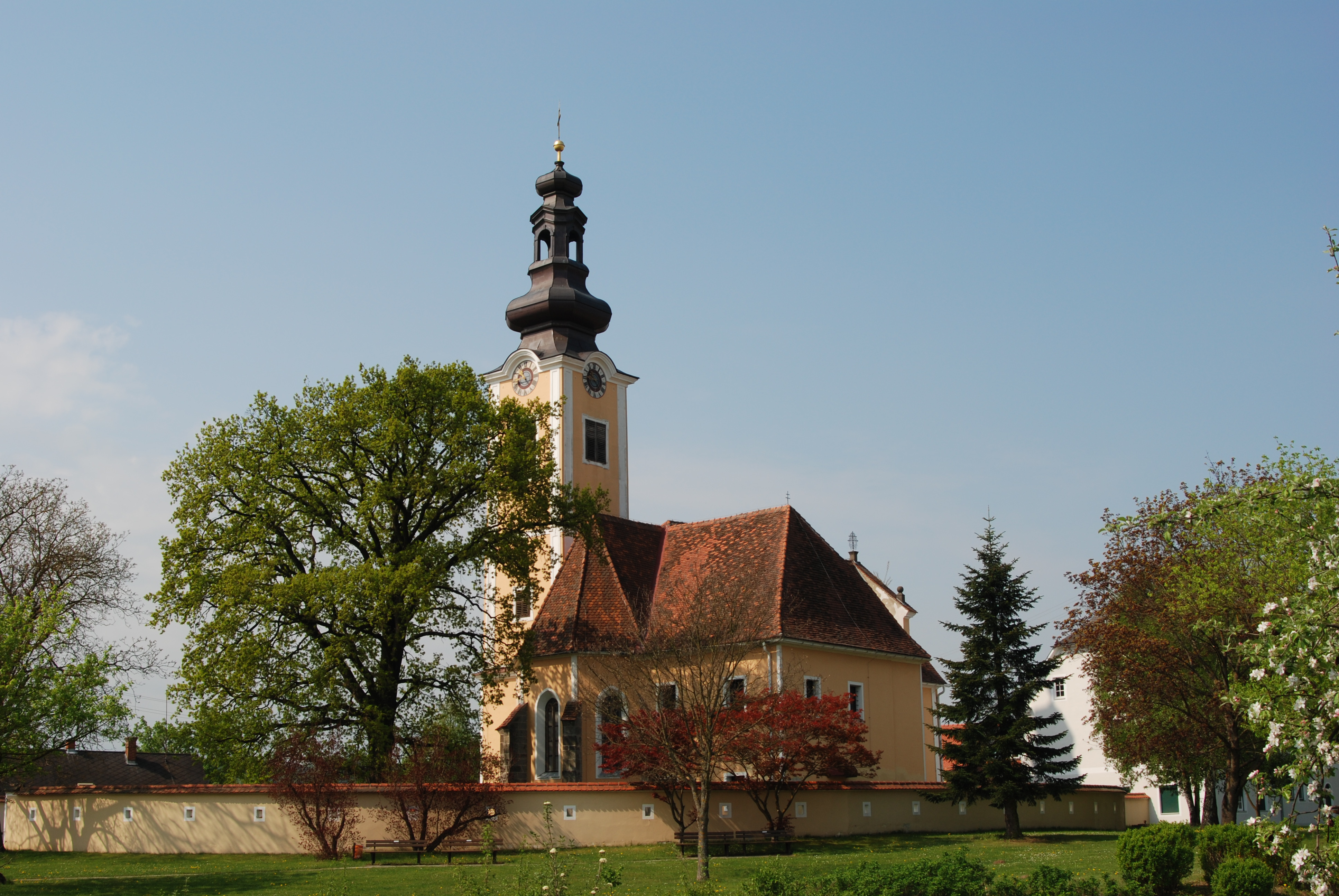
A Szt. Vitus-plébániatemplom

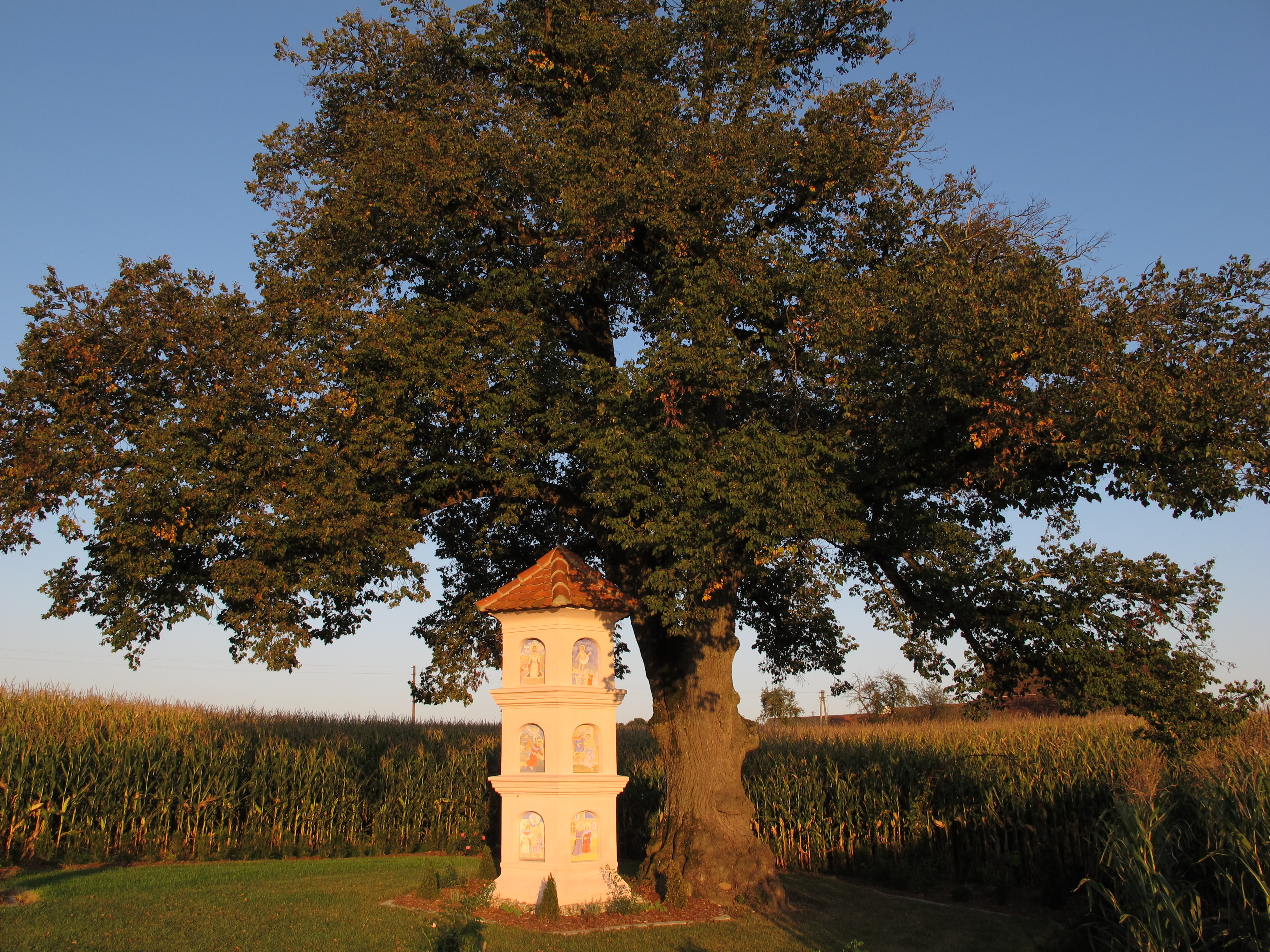
A pestis-emlékmű

Söchau a Kelet-stájerországi dombságon fekszik, a Hartberg-fürstenfeldi járás déli határán. Az önkormányzat 5 települést egyesít: Aschbach bei Fürstenfeld (320 lakos), Kohlgraben (58), Ruppersdorf (146), Söchau (717) és Tautendorf bei Fürstenfeld (178).   
A környező önkormányzatok: északra Großwilfersdorf, keletre Fölöstöm, délre Fehring, délnyugatra Riegersburg.

## Története
Söchau neve szláv eredetű és "irtást" jelent. Első írásos említése 1218-ból származik, amikor akkori tulajdonosa, Wulfing von Stubenberg, aki VI. Lipót herceggel az ötödik keresztes hadjáratban harcolt Damietta ostrománál, végrendeletében birtokait a johannita rendre hagyta. A lovag egyébként épségben hazatért a Szentföldről; nem tudni, hogy a falu átkerült-e a lovagrendhez. 
A falu Szt. Vitusnak szentelt templomát 1418-ban említik először. Ugyanebben az évben a Stájerországba betörő magyarok feldúlták a települést. Söchau ekkor Jörg és Heinrich von Fürstenfeld birtokában volt, tőlük a Peßnitz-családhoz, 1741-ben pedig a Herberstein-családhoz került, akik jelentős nagybirtokosok voltak Kelet-Stájerországban, 1754-ben 46 faluval rendelkeztek. 

## Lakosság
A söchaui önkormányzat területén 2017 januárjában 1419 fő élt. A lakosságszám 1971 óta (akkor 1522 fő) csökkenő tendenciát mutat. 2015-ben a helybeliek 97,5%-a volt osztrák állampolgár; a külföldiek közül 1% a régi (2004 előtti), 0,8% az új EU-tagállamokból érkezett. 2001-ben a lakosok 96,9%-a római katolikusnak, 1,3% evangélikusnak, 0,7% pedig felekezet nélkülinek vallotta magát. Ugyanekkor 2 magyar élt a községben.

## Látnivalók
- a Szt. Vitus-plébániatemplomot feltehetően a 12. században alapították. 1667-ben barokk stílusban átépítették. A torony 1780-ban kapta hagymakupoláját. A templom Szt. Vitus-szobra 1520-ból származik.
- az 1730-as plébánia
- a 17. századi pestis-emlékmű
- Tautendorf kápolnája
- a söchaui növénykert

## Fordítás
- Ez a szócikk részben vagy egészben  a   Söchau című német Wikipédia-szócikk ezen változatának fordításán alapul.  Az eredeti cikk szerkesztőit annak laptörténete sorolja fel. Ez a jelzés csupán a megfogalmazás eredetét és a szerzői jogokat jelzi, nem szolgál a cikkben szereplő információk forrásmegjelöléseként.